# Monument aux Repatriés d'Afrique du Nord
Het Monument aux Repatriés d'Afrique du Nord is een monument in de Franse stad Marseille. Het monument in de vorm van een groot propellerschroefblad is gelegen aan de kustweg Corniche Président John Kennedy. De sculptuur in brons werd in 1971 door César Baldaccini gemaakt om de personen te eren die terugkwamen uit Noord-Afrika.